# Ferro Carril Oeste
Club Ferro Carril Oeste, zwany też nierzadko Ferrocarril Oeste, a potocznie najczęściej tylko Ferro, jest argentyńskim klubem sportowym z siedzibą w mieście Buenos Aires.

## Osiągnięcia
- Mistrzostwo Argentyny (Primera división argentina) (2): Nacional 1982, Nacional 1984
- Mistrzostwo drugiej ligi argentyńskiej (5): (1912), 1958, 1963, 1970, 1978

## Historia
Klub założony został 28 lipca 1904 przez 95 pracowników kolejowych w Buenos Aires w okolicach Caballito.
Po utworzeniu klubu pracownicy kolei otrzymali od kompanii kolejowej tereny pod budowę stadionu piłkarskiego i związanych z nim dodatków. W końcu roku 1970 klub Ferro miał 45000 członków. Obecnie klub gra w drugiej lidze argentyńskiej.
W 1907 klub przystąpił do drugiej ligi (w tym czasie jeszcze amatorskiej), a w 1912 awansował do ligi pierwszej po pokonaniu w finale Racing. W 1947 klub spadł do drugiej ligi, ale tylko na dwa lata.
Lata 80. XX wieku to złoty okres w historii klubu, kiedy to Ferro Caril należał do największych potęg argentyńskiego futbolu, a więc automatycznie i światowego. W okresie tym klub dwukrotnie zdobył mistrzostwo Argentyny, a także pobił wiele różnych rekordów.
Klub rozgrywa derby zachodniego Buenos Aires (El Clásico del Oeste) z Vélez Sarsfield.